# Tucanet de Natterer
El tucanet de Natterer (Selenidera nattereri) és una espècie d'ocell de la família dels ramfàstids (Ramphastidae) que habita la selva humida del sud de Veneçuela, Guyana, Guaiana Francesa i nord-oest del Brasil.